# Regno di Klungkung
Il regno di Klungkung fu uno degli antichi stati componenti l'Indonesia. Il regno controllava anche le isole al largo della costa presso lo stretto di Badung, ovvero Nusa Ceningan, Nusa Lembongan e Nusa Penida.

## Storia

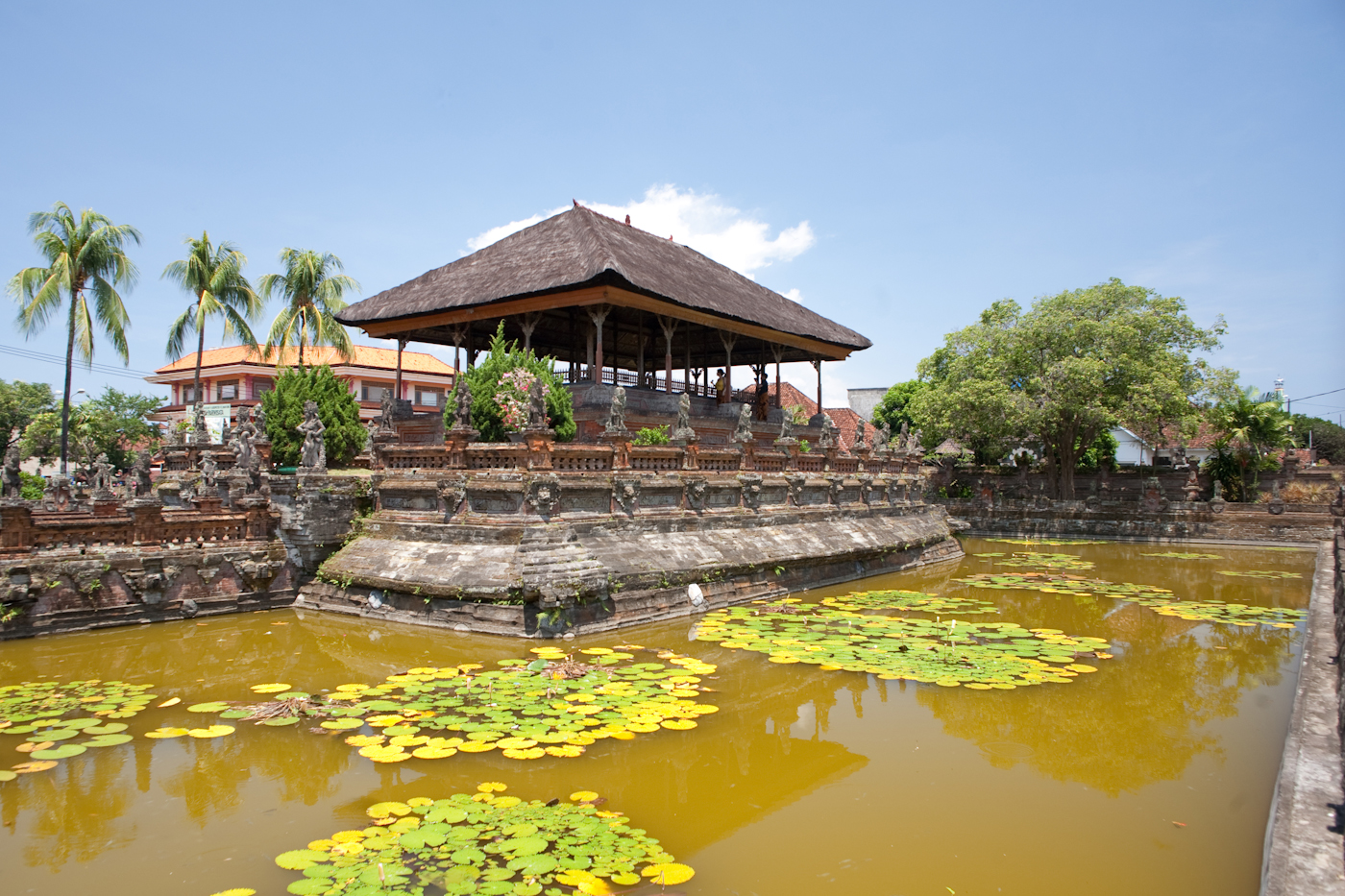
Il palazzo reale di Semarapura.

Il regno di Klungkung venne fondato contemporaneamente al palazzo Klungkung a Semarapura nel 1686 dopo che il figlio di Dalem Di Made, Gusti Agung Jambe, ebbe sconfitto la ribellione di I Gusti Agung Maruti. Il Palazzo di Gelgel, che venne catturato da I Gusti Agung Maruti, non venne mai restaurato ma anzi venne raso al suolo. Gusti Agung Jambe, pur da principe ereditario, non volle salire al trono di Gelgel, ma scelse invece come suo nuovo centro di governo Semarapura.
I rapporti tra il regno di Klungkung ed il governo delle Indie orientali olandesi fu sostanzialmente pacifico sino alla metà del XIX secolo quando una serie di dispute portarono acredine tra i due stati. Lo stato scese in campo contro le forze olandesi per la prima volta durante l'invasione olandese di Bali del 1849, schierandosi al fianco di altri regni nativi dell'area.
Il regno di Klungkung terminò ufficialmente con l'intervento olandese a Bali (1908) quando, nell'impossibilità di contrastare l'avanzata degli olandesi che volevano ridurre al rango di vassallo lo stato, il sovrano dell'epoca e l'intera sua corte commisero un puputan, un suicidio rituale di massa. La monarchia venne ripristinata il 25 luglio 1929 come uno stato fantoccio del Regno dei Paesi Bassi e successivamente, dal 1950, il regno venne definitivamente abolito con l'ingresso nella repubblica indonesiana.

## Re di Klungkung
- Dewa Agung Jambe I (1686-1722)
- Dewa Agung Gede (1722-1736)
- Dewa Agung Made (1736-1760)
- Dewa Agung Sakti (1760-1790)

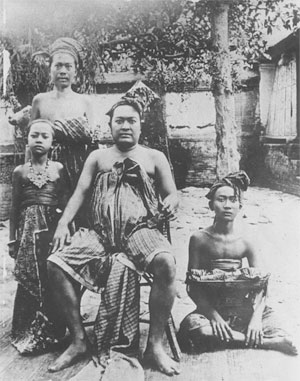
Dewa Agung Jambe II con la famiglia nel 1908.

- Dewa Agung Putra I Kasamba (1790-1809)
- Dewa Agung Panji
- Dewa Agung Putra
- Dewa Agung Putra I
- Gusti Ayu Karang (1809-1814)
- Dewa Agung Putra II (1814-1851)
  - Dewa Agung Istri Kania (1814-1856)
  - Dewa Agung Putra III (1851-1903)
- Dewa Agung Jambe II (1903-1908)
- Interregno (1908-1929)
- Dewa Agung Oka Geg (1929-1965)
- Interregno (1965-1998)
- Dewa Agung Cokorda Gede Agung (1998-?)
- Dewa Agung Cokorda Gede Agung Semaraputra (2010-oggi)